# Ibolya Verebics
Ibolya Verebics (* 1962 in Győr) ist eine ungarische Sopranistin.

## Leben
Verebics erhielt sie den ersten Gesangsunterricht während der schulischen Ausbildung bei Anna Gonda, studierte von 1981 bis 1986 an der Budapester Franz-Liszt-Musikakademie bei Boldizsar Keonch, Judith Sandor und Csaba Vegvari.
1986 erhielt sie ein Diplom als Konzertsängerin während der Studienjahre und begann ihre Konzerttätigkeit. Verebics war Teilnehmerin an Europäischen und an Internationalen Gesangswettbewerben und gewann Preise und Auszeichnungen 1982 in Karlovy Vary, 1983 in Helsinki beim Mirham-Helim-Wettbewerb mit dem Sonderpreis der Jury, 1985 in Barcelona beim Vinas-Lieder-Wettbewerb mit einem Monatsstipendium in Italien bei Ettore Campagallioni, dann in Fortsetzung 1987 in Cardiff beim BBC-Wettbewerb, 1988 in Philadelphia und in New York beim Pavarotti-Wettbewerb.
Als Kursteilnehmerin war sie an der Meisterklasse von Elisabeth Schwarzkopf im Salzburger Mozarteum und in Pesaro bei Luciano Pavarotti. Ibolya Verebics beherrscht ein umfangreiches Repertoire mit den großen Werken und Messen, Oratorien und des Konzertfaches von Bach bis Weber. Im Liedgesang ist sie eine bevorzugte Mozartinterpretin.
Verebics arbeitete u. a. mit Antal Doráti und Helmuth Rilling zusammen, der sie auch für Schallplattenaufnahmen und für CDs verpflichtete. Unter Manfred Honeck, erfolgte im Dezember 1994 im Leipziger Gewandhaus die Aufführung der 4. Sinfonie von Gustav Mahler, wo die Sängerin das Sopransolo übernahm. Des Weiteren wirkte Verebics mit Julia Hamari, Marilyn Horne, Christa Ludwig und Peter Schreier zusammen. 1990 lernte sie in Israel ihren späteren Mann Joachim Pape kennen. 1992 kam ihr Sohn Cornelius auf die Welt. Sie ist verheiratet und lebt in Stuttgart.
Sie gab Konzerte in Wien, Eisenstadt, Budapest, Brünn, Oviedo, Gran Canaria, Israel, sowie Los Angeles und New York City. Verebics hatte eine Mitwirkung beim Europäischen Musikfest der Bachakademie Stuttgart und bei den Internationalen Wolfegger Konzerten.
Sie ist seit 1986 Mitglied der Ungarischen Nationaloper in Budapest und singt als Opernrollen die Micaela in Carmen, Margarete in Faust, Euridice in Orfeo ed Euridice, in La clemenza di Tito.